# 昨坂まこと
昨坂 まこと（さくさか まこと）は、日本のライトノベル作家である。

## 概要
2009年3月にアミューズメントメディア総合学院のノベルス学科を卒業。卒業後も執筆活動を続け、4作目となる『俺達の中二病はまだ始まったばかりだ!』が2010年に第2回講談社ラノベ文庫新人賞の佳作を受賞し、2012年に同作でデビューした。同じくライトノベル作家の九辺ケンジは昨坂まことと同じく2009年にアミューズメントメディア総合学院を卒業した大学生時代の同級生である。大学入学前の愛読書はドラゴンマガジンであったと話している。

## 作品一覧
- 『俺達の中二病はまだ始まったばかりだ!』シリーズ（イラスト: refeia、講談社ラノベ文庫〈講談社〉）[5]